# Учётная запись Apple
Учётная запись Apple (ранее известен как Apple ID) — веб-сервис аутентификации, используемый во множестве сервисов компании Apple, а также системная служба, включённая в ряд соответствующих операционных систем. Учётная запись содержит в себе данные и настройки пользователя.

## Создание
Бесплатно создать пользовательскую учётную запись Apple можно в соответствующем веб-сервисе с помощью действительной электронной почты. Учётную запись также можно создать с помощью встроенной службы на одном из устройств Apple.

## Изменение
У авторизированного пользователя всегда есть возможность изменить настройки учётной записи, а также удалить связанные устройства из учётной записи. Так как учётная запись Apple является кроссплатформенной службой, все связанные с ней сервисы обеспечивают синхронизацию пользовательских данных.
Среди доступных для изменения данных пользователя фигурируют персональная информация, предпочтительные способы связи, данные для идентификации, пароль, доверенные устройства и номера телефонов для двухфакторной аутентификации, активность ключа восстановления, статус цифрового наследника, данные авторизации в сторонние сервисы, способы оплаты, настройка функции «Семейный доступ» и настройки конфиденциальности.

## Использование
Учётная запись Apple используется для авторизации во всех веб-сервисах Apple, таких как App Store, iTunes Store, iCloud, iMessage и FaceTime, Game Center, локатор и других. Служба обеспечивает работу функции непрерывности, для бесшовной и слаженной синхронизации устройств цифровой экосистемы Apple. Сторонние сервисы также могут использовать учётную запись Apple для авторизации пользователей, посредством использования службы «Вход с Apple». Авторизация с учётной записью Apple упрощает взаимодействие с новым устройством, обеспечивая загрузку уже имеющихся облачных данных. При первоначальной настройке устройства пользователю будет предложена загрузка настроек или резервной копии другого связанного устройства.

## Безопасность

### Авторизация
В основе метода авторизации с учётной записью Apple заложены идентификация по почтовому адресу и двухфакторная аутентификация с использованием заданного пароля, а также кода проверки с доверенного устройства или электронной почты.

### Шифрование
Все данные пользователя iCloud защищены посредством стандартного и сквозного шифрования, а все ключи шифрования надёжно хранятся в центрах хранения данных Apple.